# إبراهيم السلطي
إبراهيم السلطي (1941 - 27 سبتمبر 2024) هو أكاديمي وطبيب فلسطيني لبناني، ولد في مدينة القدس وهُجر منها مع عائلته وهو في عمر السبع سنوات بسبب نكبة عام 1948. أقام في لبنان منذ 1955 حتى وفاته. تخرج من الجامعة الأمريكية في بيروت من كلية الطب عام 1963، حصل على الزمالة وشهادة الطب الباطني من الكلية الملكية للأطباء في كندا والزمالة في أمراض الغدد الصماء من الكلية الملكية للأطباء والجراحين في كندا. شغل منصب رئيس الجامعة الأمريكية في بيروت خلال الفترة 1985-1991 وبذلك يكون أول رئيس عربي مقيم للجامعة الأميركية.

## سيرته
عُين أستاذاً ومُدرساً في الجامعة الأمريكية في العام 1971، وتخرج خلال عمله 68 فوج من الأطباء الخريجين. انخرط بالنشاط السياسي مع حركة القوميين العرب. وفي إحدى مقابلاته قال: كانت الجامعة الأمريكية ملتقى لطلاب من مختلف الدول العربية تضج بالحراك السياسي الذي يتمحور حول النشاط القومي، وقد نشأت في الجامعة وفي العاصمة اللبنانية عدة حركات قومية تدافع وتدعم وتندد بما كان يحصل في البلاد العربية من أحداث وخاصة القضية الفلسطينية، وكانت الجامعة تسمح بحرية التعبير عن الرأي والتفكير وهذه أمور مهمة في الثقافة الجامعية. واستقطبت أفضل الطلاب وأكثرهم جدارة للتعليم الجامعي في تخصص الطب.
يعتبر من أعمدة الطبابة على مستوى العالم العربي وأخصائي مشهور لمرض السكري والغدد الصماء. صدر له كتاب "معجم الأدوية الطبيعية المجربة" عن دار الحامد في العام 1994، وبحث طبي بعنوان Davies M, Lavalle-Gonz.
قُلد وسام الشرف من الملك الأردني الحسين بن طلال ومن الرئيس اللبناني إلياس الهراوي. ومن الجوائز الأخرى التي حازها:
- الميدالية الذهبية من الجامعة الأميركية في بيروت - 2003.
- درع الشرف من نقابة الأطباء في لبنان - 2003.
- جائزة الطب العيادي من الجمعية الأميركية للطب العيادي لأمراض الغدد - 2013.[10]